# João de Souza Gomes Netto
João de Souza Gomes Netto (Campos dos Goytacazes, 19 de janeiro de 1865 – Rio de Janeiro, 25 de julho de 1943) foi um médico brasileiro.
Doutorado pela Faculdade de Medicina do Rio de Janeiro, defendendo a tese “Febre Amarela”. Foi eleito membro da Academia Nacional de Medicina em 1901, sucedendo Luiz da Costa Chaves Faria na Cadeira 48, que tem Márcio Philaphiano Nery como patrono.